# Ponte di Legno
Ponte di Legno est une commune italienne du Val Camonica de la province de Brescia, dans la région Lombardie.

## Administration
| Période                                  | Période | Identité | Étiquette | Qualité |
| ---------------------------------------- | ------- | -------- | --------- | ------- |
|                                          |         |          |           |         |
| Les données manquantes sont à compléter. |         |          |           |         |

### Hameaux
Poia, Zoanno, Precasaglio, Passo del Tonale, S.Apollonia, Pezzo

### Communes limitrophes
Edolo, Peio, Saviore dell'Adamello, Sondalo, Spiazzo, Temù, Valfurva, Vermiglio, Vezza d'Oglio, Vione